# Max Woldemar Bock
Max Woldemar Gustav Eduard Bock (Tallin, 4 de abril de 1885 - Dietmannsried, 29 de abril de 1948) fue un abogado y político alemán báltico.

## Biografía
Bock era hijo de Julius Bock, médico, y su esposa Alice. Estudió medicina en el Nikolai Gymnasium de Reval entre 1905 y 1908, y luego derecho hasta 1910, trabajando como profesor particular mientras tanto en Euseküll (hoy Õisu) como en Sontack (hoy Soontaga). Estudió derecho en el Liceo Demidov de Yaroslavl hasta 1912, y posteriormente ejerció la abogacía en Reval hasta 1939, siendo juez de distrito en  entre 1940 y 1945.
Bock fue elegido miembro de la Asamblea Provincial de Estonia, que gobernó la Gobernación Autónoma de Estonia entre 1917 y 1919. Posteriormente, fue elegido miembro de la Asamblea Constituyente de la recién formada República de Estonia en 1919, cargo que ocupó hasta el final del periodo de sesiones de 1920. Fue elegido miembro de la primera legislatura del Riigikogu y ejerció durante todo el periodo de sesiones (1920-1923) como portavoz del Partido Balto-Alemán-Báltico. Bock fue responsable de representar la posición alemana en las deliberaciones sobre la Ley de Autonomía Cultural de Estonia en 1921. También se incorporó a la segunda legislatura el 27 de septiembre de 1923, cuando sustituyó a Martin Christian Luther, pero dimitió solo dos días después  y le sucedió Gerhard Kress.
En 1940 se trasladó a Alemania, donde entre 1940 y 1945 trabajó como secretario judicial de Włocławek en el Reichsgau de Wartheland. Tras finalizar la guerra, huyó como refugiado a Reicholzried, donde falleció el 29 de abril de 1948.